# Johann Josef Böker

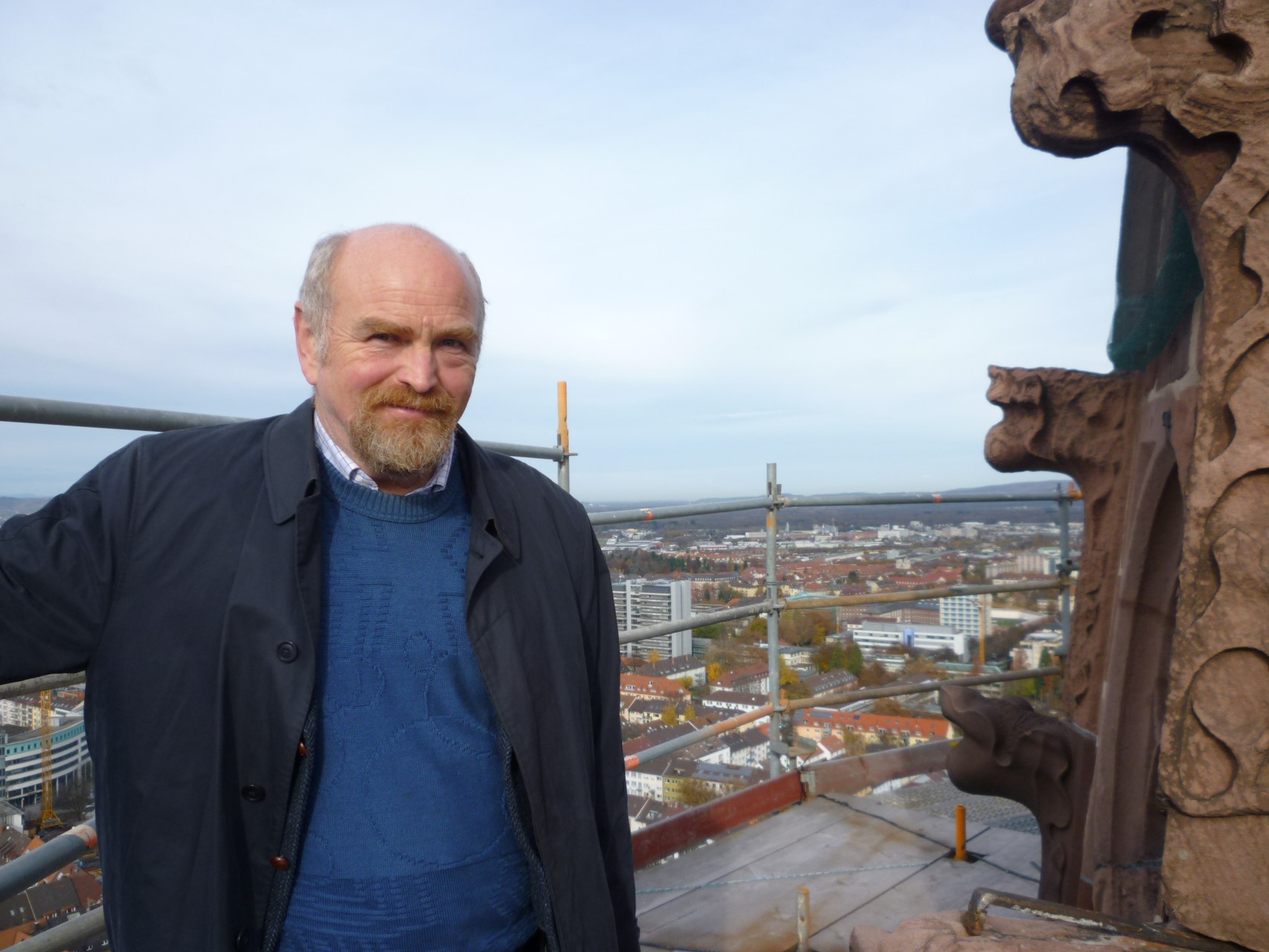
Johann Josef Böker

Johann Josef Böker (* 30. März 1953 in Dalhausen/Westfalen) ist ein deutscher Architekturhistoriker. Bis zu seiner Emeritierung 2018 war er Inhaber des Lehrstuhls für Baugeschichte an der Fakultät für Architektur des Karlsruher Instituts für Technologie.

## Ausbildung und Wirken
Nach Besuch des Gymnasiums Marianum in Warburg studierte Johann Josef Böker Kunstgeschichte, Klassische Archäologie und Geschichte an den Universitäten Köln, Saarbrücken und Münster. 1975 war er als wissenschaftlicher Angestellter in der Stadtarchäologie der Hansestadt Lübeck beschäftigt. 1977/78 verbrachte er als Stipendiat der Studienstiftung des deutschen Volkes einen Forschungsaufenthalt unter Howard Colvin am St John’s College Oxford. Dabei entstand die Untersuchung Der Beginn einer Spätgotik innerhalb der englischen Architektur zwischen 1370 und 1450, mit der er 1979 bei Hans Erich Kubach an der Universität des Saarlandes promovierte.
Nach Abschluss des Studiums war Böker in der Denkmalpflege tätig, zunächst 1979 am Staatlichen Konservatoramt des Saarlandes und von 1980 bis 1982 am Landesamt für Denkmalpflege Hessen. Von 1982 bis 1988 war er Hochschulassistent unter Cord Meckseper am Institut für Bau- und Kunstgeschichte der Universität Hannover, wo er sich 1987 mit einer Arbeit über die spätgotische Marktpfarrkirche St. Lamberti in Münster habilitierte. 1988 war Böker Gastprofessor an der University of Toronto (Kanada), anschließend übernahm er bis 1989 eine Lehrstuhlvertretung am Kunstgeschichtlichen Institut der Universität Bochum. 1989 wurde er als Professor für Architekturgeschichte an die McGill University in Montreal berufen.
2005 wechselte Böker als Professor für Baugeschichte an die Fakultät für Architektur der Universität Karlsruhe (TH). Von 2005 bis 2014 leitete er zudem das Südwestdeutsche Archiv für Architektur und Ingenieurbau (saai). Unter seiner Leitung fand 2009 die Ausstellung Fritz Leonhardt 1909–1999. Die Kunst des Konstruierens in Stuttgart statt.

## Forschungsprojekt Gotische Baurisse
Böker war Leiter des von 1999 bis 2005 vom Social Sciences and Humanities Research Council of Canada (SSHRC) und 2007 bis 2014 von der Deutschen Forschungsgemeinschaft (DFG) geförderten und inzwischen abgeschlossenen Forschungsprojekts Architekturzeichnungen der Gotik, das die rund 650 erhaltenen gotischen Architekturzeichnungen im deutschsprachigen Raum erfasst, analysiert und in drei Bänden unter dem Titel Architektur der Gotik zwischen 2005 und 2013 ediert hat. Die Aufarbeitung des umfangreichen Bestandes an gotischen Baurissen im Kupferstichkabinett der Akademie der bildenden Künste Wien resultierte 2005 in dessen Aufnahme in das Weltdokumentenerbe Österreichs der UNESCO.
Insgesamt führte die Auswertung des Planmaterials dazu, dass die Baugeschichte einer ganzen Reihe von bedeutenden Sakralbauten neu geschrieben werden musste und sich auch das Schaffen einiger der bedeutenden Architekten des ausgehenden Mittelalters präzisieren ließ. Zu den wichtigen Ergebnissen gehört dabei die Identifizierung des Laurenz Spenning als einem der maßgeblichen Dombaumeister des Wiener Stephansdomes und die Abgrenzung seines Werks von dem seines Vorgängers Hans Puchsbaum. Die in der Öffentlichkeit am meisten beachtete These Bökers besagt, dass Erwin von Steinbach den Turm des Freiburger Münsters erbaut habe. Diese Position fand eine ausführliche Darstellung in dem 2012 für Arte gedrehten Dokumentarfilm Die Kathedrale – Die Baumeister des Straßburger Münsters von Marc Jampolsky. Ein weiteres Ergebnis der Untersuchungen stellt die Spätdatierung des Fassadenrisses des Kölner Domes auf 1380 statt 1280 und seine Zuschreibung an Michael von Savoyen dar.
Ergebnisse der Forschung fanden ihren Niederschlag in der Ausstellung Geheimnis im Stein. Das Erbe der mittelalterlichen Dombauhütte und ihre Meister, die 2001 vom österreichischen Bundesdenkmalamt in der Kartause Mauerbach veranstaltet wurde, sowie 2011 in der Ausstellung Der Dombau von St. Stephan. Die Originalpläne aus dem Mittelalter im Wien Museum, 2012 Hoch hinaus. Turmpläne des Mittelalters in der Badischen Landesbibliothek und 2013 in Baustelle Gotik. Das Freiburger Münster im Freiburger Augustinermuseum. Die vollständige Erfassung des mittelalterlichen Planmaterials ermöglichte 2020 den Erwerb einer bislang unbekannten Zeichnung des Freiburger Münsterturms durch das Augustinermuseum sowie 2022 die Rückführung eines seit 1945 verschollenen gotischen Turmrisses an die Technische Universität München. In gleicher Weise konnte 2023 ein bereits seit dem 19. Jahrhundert verschollener Turmriss des Straßburger Münsters, gezeichnet 1419 von Johannes Hültz, für das Frauenhausmuseum in Straßburg zurückerworben werden.

## Persönliches
Seit seiner Emeritierung lebt Böker mit seiner Frau Regina in der von ihnen gemeinsam restaurierten sogenannten Kleinen Dumba-Villa in Liezen, in deren Räumlichkeiten er 2025 in Zusammenarbeit mit dem Stadtarchiv Liezen die Ausstellung Nicolaus Dumba – Ein Mäzen der Ringstraßenzeit in Liezen kuratierte.

## Veröffentlichungen (Auswahl)

### Bücher und Teile von Büchern
- Der evangelische Kirchenbau in der Steiermark. In: Michael Axmann, Gernot Hochhauser und Wolfgang Rehner (Hrsg.): Innovation und Tradition. Festschrift zum 75-Jahr-Jubiläum der Superintendenz Steiermark.  Evangelischer Presseverband, Wien 2022, S. 231–250. ISBN 978-3-85073-313-7.
- Die Baumeister der gotischen Kathedrale. Mobilität und Wissenstransfer in der Architektur des ausgehenden Mittelalters. In: Nikolaus Henkel, Thomas Noll und Frank Rexroth (Hrsg.): Reichweiten. Dynamiken und Grenzen kultureller Transferprozesse in Europa, 1400–1520. Bd. 1: Internationale Stile – Voraussetzungen, soziale Verankerungen, Fallstudien (Abhandlungen der Akademie der Wissenschaften zu Göttingen. Neue Folge, Bd. 49/1). De Gruyter, Göttingen 2019, S. 29–36. ISBN 978-3-11-067004-2.
- Michael von Savoyen und der Fassadenriss des Kölner Domes. Böhlau, Köln 2018. ISBN 978-3-412-50098-6.(Besprechung des Buches in den Badischen Neuesten Nachrichten)
- als Herausgeber: "Eine etwas bankerotte Kunstanstalt..." – Die Alt-Karlsruher Schule zwischen Hübsch und Durm. (= Materialien zu Bauforschung und Baugeschichte. Band 24). Karlsruhe 2017.
- als Mitherausgeber: Der Bauforscher Arnold Tschira 1910–1969. (= Materialien zu Bauforschung und Baugeschichte. Band 23). KIT-Verlag, Karlsruhe 2017, ISBN 978-3-7315-0656-0. (Besprechung des Buches in den Badischen Neuesten Nachrichten)
- Eine Königswahlkirche für Frankfurt. Zur Auffindung zweier gotischer Baurißfragmente aus Kloster Eberbach. In: Der Denkmalpfleger als Vermittler. Gerd Weiß zum 65. Geburtstag (Arbeitshefte des Landesamtes für Denkmalpflege, XXV). Theiss, Stuttgart 2014, S. 197–208. ISBN 978-3-8062-3006-2.
- Die mittelalterlichen Baurisse zum Regensburger Dom. In: Achim Hubel, Manfred Schuller (Hrsg.): Der Dom zu Regensburg. Textband 1 (= Die Kunstdenkmäler von Bayern NF, Band 7. Teil 2). Friedrich Pustet, Regensburg 2013, ISBN 978-3-7917-2333-4, S. 339–350.
- als Mitautor: Architektur der Gotik.
  - Die Rheinlande. Ein Bestandskatalog der mittelalterlichen Architekturzeichnungen. Müry & Salzmann, Salzburg 2013, ISBN 978-3-99014-064-2.
  - Ulm und der Donauraum. Ein Bestandskatalog der mittelalterlichen Architekturzeichnungen aus Ulm, Schwaben und dem Donaugebiet. Müry & Salzmann, Salzburg 2011, ISBN 978-3-99014-040-6.
- Der Wiener Stephansdom. Ein Sinnbild des Hauses Österreich. Anton-Pustet-Verlag, Salzburg 2007, ISBN 978-3-7025-0566-0.
- Architektur der Gotik. Bestandskatalog der weltgrößten Sammlung an gotischen Baurissen der Akademie der Bildenden Künste Wien. Anton-Pustet-Verlag, Salzburg 2005, ISBN 3-7025-0510-5.
- Die Architektur der Schlosskirche. In: Karlheinz Nestle (Hrsg.): Schlosskirche Meisenheim 1504–2004. Bewegende Geschichte und lebendige Gegenwart eines einzigartigen Bauwerks. Ev. Kirchengemeinde, Meisenheim 2003/4, ISBN 3-00-011685-0, S. 65–99.
- Laurenz Spenning und der Wiener Dombau im 15. Jahrhundert. Beiheft zur Ausstellung Geheimnis im Stein. Das Erbe der mittelalterlichen Dombauhütte und ihrer Meister, 12. Juni bis 30. September 2001 in der Kartause Mauerbach. Österreichisches Bundesdenkmalamt, Wien 2001.
- Romanische Sakralarchitektur in Soest. In: Heinz-Dieter Heimann (Hrsg.): Soest. Geschichte der Stadt. Band I: Der Weg ins städtische Mittelalter. (= Soester Beiträge. LII). Mocker & Jahn, Soest 2010, ISBN 978-3-87902-042-3, S. 751–874.
- Gotische Sakralarchitektur in Soest. In: Heinz-Dieter Heimann (Hrsg.): Soest. Geschichte der Stadt. Band II: Die Welt der Bürger. (= Soester Beiträge. LIII). Mocker & Jahn, Soest 1996, ISBN 3-87902-043-4, S. 461–526.
- als Mitherausgeber: The Emblem and Architecture. Studies in Applied Emblematics from the Sixteenth to the Eighteenth Centuries. (= Imago Figurata. Studies. Band 2). Brepols, Turnhout 1999.
- Idensen: Architektur und Ausmalung einer romanischen Hofkapelle. Gebr. Mann-Verlag, Berlin 1995, ISBN 3-7861-1799-3.
- Die Marktpfarrkirche St. Lamberti in Münster: Die Bau- und Restaurierungsgeschichte einer spätgotischen Stadtkirche. (= Denkmalpflege und Forschung in Westfalen. Band 18). Rudolf-Habelt-Verlag, Bonn 1989, ISBN 3-7749-2382-5.
- Mittelalterliche Backsteinarchitektur Norddeutschlands. Wissenschaftliche Buchgesellschaft, Darmstadt 1988, ISBN 3-534-02510-5.
- als Mitautor: Baudenkmale in Hessen: Schwalm-Eder-Kreis. Teil I, (= Denkmaltopographie Bundesrepublik Deutschland). Vieweg-Verlag, Braunschweig/Wiesbaden 1985.
- Englische Sakralarchitektur des Mittelalters. Wissenschaftliche Buchgesellschaft, Darmstadt 1984, ISBN 3-534-09542-1.
- Der Beginn einer Spätgotik innerhalb der englischen Sakralarchitektur zwischen 1370 und 1450. (= XVIII. Veröffentlichung der Abteilung Architektur des Kunsthistorischen Instituts der Universität zu Köln). Köln 1981.

### Aufsätze in Zeitschriften
- Los von Rom! Der evangelische Kirchenbau in den Ländern der österreichischen Krone. In: Insitu. Zeitschrift für Architekturgeschichte 15, 2023, S. 197–217.
- Ein Kirchenbau der Bartningschule in der Obersteiermark. Die Admonter Bekennerkirche von Otto-Oskar Graeßner. In: Insitu – Zeitschrift für Architekturgeschichte 14, 2022, S. 99–110.
- Erwin von Steinbach – Ein Baumeister der europäischen Gotik. In: Die Ortenau. Zeitschrift des Historischen Vereins für Mittelbaden Bd. 99, 2019, S. 19–40.
- Ein neuaufgefundener Bauriss des Freiburger Münsterturms. In: Insitu – Zeitschrift für Architekturgeschichte 10, 2018, S. 25–36.
- Madern Gerthener und die Frage der Autorschaft der Frankfurter Domturmpläne. In: Insitu – Zeitschrift für Architekturgeschichte. 8, 2016, S. 163–180.
- Die beiden Villen des Nikolaus Dumba in Liezen (Obersteiermark). In: Insitu – Zeitschrift für Architekturgeschichte 7, 2015, S. 235–246.
- Ein mittelalterliches Bauaufmaß der Stiftskirche Zwettl. In: Österreichische Zeitschrift für Kunst und Denkmalpflege. 63, 2009, S. 196–205.
- Der spätgotische Umbau der Klosterkirche der Kartause Gaming. In: Österreichische Zeitschrift für Kunst und Denkmalpflege. 60, 2006, S. 223–234.
- Der Chor der Stadtpfarrkirche Steyr und seine Baumeister. In: Österreichische Zeitschrift für Kunst und Denkmalpflege. 57, 2003, S. 213–232.
- Ita Pius iusserat, qui exemplar apud Germanos in Austria vidisset: Die spätgotischen Vorbilder des Domes von Pienza in Österreich. In: Wiener Jahrbuch für Kunstgeschichte. 49, 1996, S. 57–74 und 301–306.
- Die spätgotischen Schaufassaden des Domes zu Münster. In: Wallraf-Richartz-Jahrbuch für westdeutsche Kunstgeschichte. 54, 1993, S. 31–75. (Digitalisat)
- Bischof Sigward und der Mindener Dombau im 12. Jahrhundert. In: Niederdeutsche Beiträge zur Kunstgeschichte. 31, 1992, S. 23–37.
- York Minster’s Nave: The Cologne Connection. In: Journal of the Society of Architectural Historians. 50, 1991, S. 167–180.
- Die spätgotische Nordhalle des Braunschweiger Domes. In: Niederdeutsche Beiträge zur Kunstgeschichte. 26, 1987, S. 51–62.
- Die Marktkirche in Hannover: Zur zeitlichen Stellung der gotischen Backsteinhalle. In: Niederdeutsche Beiträge zur Kunstgeschichte. 25, 1986, S. 33–46.
- Die Portalskulpturen der Christuskirche in Hannover: Ergänzungen zum Werk der Kölner Dombildhauer Christian Mohr, Peter Fuchs und Edmund Renard. In: Niederdeutsche Beiträge zur Kunstgeschichte. 24, 1985, S. 185–200.
- Die Michaelskirche auf dem Rotenberg in Saarbrücken, ein Kirchenbau zwischen Historismus und Neuer Sachlichkeit. In: Bericht der Staatlichen Denkmalpflege im Saarland. 27, 1980–90, S. 123–153.
- Der Augsburger Dom-Ostchor. Überlegungen zu seiner Planungsgeschichte im 14. Jahrhundert. In: Zeitschrift des Historischen Vereins für Schwaben. 77, 1983, S. 90–102.

## Internetquellen
- Lebenslauf Bökers auf der Internetseite des Fachgebiets Baugeschichte des KIT
- Seite über das Forschungsprojekt Gotische Baurisse auf der Internetseite des Fachgebiets Baugeschichte des KIT
- Bericht der Badischen Neuesten Nachrichten von Ulrich Coenen über Böker und das Forschungsprojekt Gotische Baurisse
- Interview mit Johann Josef Böker anlässlich des Erwin-von-Steinbach-Jahres 2018 in den Badischen Neuesten Nachrichten
- Johann Josef Böker emeritiert. Badische Neueste Nachrichten, 24. Juli 2018